# Nutri Ventures
 (décembre 2021).
Améliorez-le ou discutez des points à vérifier. 
 (décembre 2021).
Si vous disposez d'ouvrages ou d'articles de référence ou si vous connaissez des sites web de qualité traitant du thème abordé ici, merci de compléter l'article en donnant les références utiles à sa vérifiabilité et en les liant à la section « Notes et références ».
Nutri Ventures est une série télévisée d'animation portugaise en 52 épisodes de 22 minutes inspiré des développeur Watermelon, et diffusée du 26 septembre 2012 au 18 avril 2014 sur RTP.
Cette série est inédite dans tous les pays francophones.

## Fiche technique
- Titre original : Nutri Ventures
- Création : Watermelon
- Société de production : Nutri Ventures Corporation
- Pays d'origine :  Portugal
- Format : Couleur - 1080i (HDTV) - 16/9 - Dolby Digital 5.1
- Nombre d'épisodes : 52 (5 saisons)
- Durée : 22 minutes
- Classification : Tout public